# Chassey
Chassey ist eine französische Gemeinde mit 92 Einwohnern (Stand 1. Januar 2022) im Département Côte-d’Or in der Region Bourgogne-Franche-Comté.  Sie gehört zum Arrondissement Montbard und zum Kanton Semur-en-Auxois.
Nachbargemeinden sind Pouillenay im Norden, Marigny-le-Cahouët im Osten und im Süden, Saint-Euphrône im Südwesten und Magny-la-Ville im Westen.

## Bevölkerungsentwicklung
| Jahr                       | 1962 | 1968 | 1975 | 1982 | 1990 | 1999 | 2008 | 2015 |
| -------------------------- | ---- | ---- | ---- | ---- | ---- | ---- | ---- | ---- |
| Einwohner                  | 119  | 109  | 94   | 88   | 114  | 92   | 91   | 90   |
| Quellen: Cassini und INSEE |      |      |      |      |      |      |      |      |